# Zwerg-Filzkraut
Das Zwerg-Filzkraut (Logfia minima (Sm.) Dumort., Synonym Filago minima (Sm.) Pers.), auch Kleines Filzkraut genannt, ist eine zierliche Pflanzenart in der Familie der Korbblütler (Asteraceae).

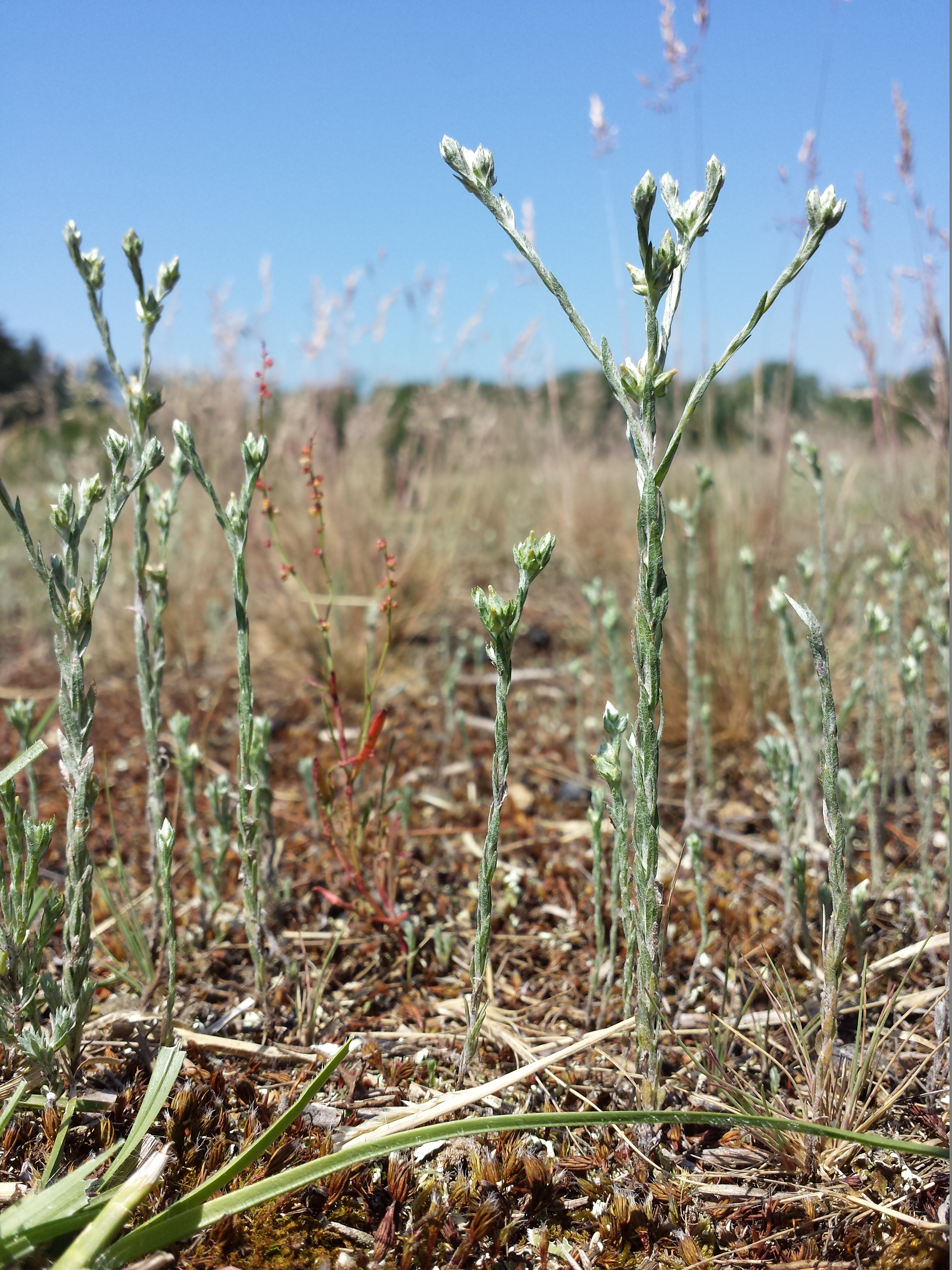
Habitus

## Beschreibung
Es handelt sich um eine einjährige krautige Pflanze, die Wuchshöhen von 5 bis 20 cm erreicht und meist bereits vom Grund an verzweigt ist (im Gegensatz zum recht ähnlichen Acker-Filzkraut, Filago arvensis). Die gesamte Pflanze ist seidig graufilzig. Die linealischen Laubblätter werden nicht länger als 10 mm und nur 0,5 bis 1,2 mm breit.
Der Hauptstängel endet in einem Knäuel aus drei bis sieben körbchenförmigen Blütenständen. Die winzigen Blütenkörbchen sind nur etwa 3 mm groß. Die breit hautrandigen Hüllblätter sind nur in der unteren Hälfte filzig.
Die Chromosomenzahl beträgt 2n = 28.

## Vorkommen, Gefährdung
Das Zwerg-Filzkraut ist in Europa von Nordspanien bis Westrussland verbreitet und besiedelt Trocken- und Halbtrockenrasen. Zudem ist es in kurzlebigen, ruderalen Äcker- und Unkrautfluren zu finden, wobei es leicht saure, trockene, vor allem aber stickstoffarme, sandige, basenarme, humus- und  feinerdearme Sand- und Steingrusböden bevorzugt. Da solche Flächen in der intensiv bewirtschafteten Kulturlandschaft Mitteleuropas immer seltener werden, gilt das Zwerg-Filzkraut lokal und regional als gefährdet; in Deutschland wird es auf der Vorwarnliste der Roten Liste geführt. Vom Brachfallen sandiger Ackerstandorte profitiert die Pflanze; umgekehrt bewirkt eine intensive Inanspruchnahme bisheriger Stilllegungsflächen – etwa zwecks Anbaus nachwachsender Rohstoffe – ein Zurückdrängen der Bestände.
Das Zwerg-Filzkraut ist in Mitteleuropa eine Charakterart des Verbands Thero-Airion und kommt auch in Gesellschaften des Verbands Corynephorion vor, ist aber in Südeuropa eine Charakterart des Verbands Helianthemion guttati.

## Taxonomie und Systematik
Die Art wurde 1800 von James Edward Smith unter dem Basionym Gnaphalium minimum erstbeschrieben. Sie wurde, seit 1804, lange Zeit in die Gattung Filago (Filzkräuter) gestellt und ist in vielen älteren Werken noch in dieser aufgeführt. 
Filago wurde aufgrund molekulargenetischer Erkenntnisse in verschiedene neue Gattungen aufgesplittet. Mit der Wiedereinsetzung der Gattung Logfia wurde dabei ein Vorschlag wieder aufgenommen, den der französische Botaniker Alexandre Henri Gabriel de Cassini bereits im Jahr 1819 gemacht hatte, der bis dahin aber von den meisten Botanikern verworfen worden war. Der Name Logfia ist ein Anagramm von Filago und hat keine Bedeutung.